# Neolana dalmasi
Neolana dalmasi är en spindelart som först beskrevs av Marples 1959.  Neolana dalmasi ingår i släktet Neolana och familjen Amphinectidae. Inga underarter finns listade i Catalogue of Life.